# Zacates
Zacates (en llatí: zacatae, en grec antic: ζακάται) van ser un poble de la Sarmàcia asiàtica, esmentat per Claudi Ptolemeu amb el nom grec de Zakatai.